# Содди (лунный кратер)
Кратер Содди (лат. Soddy) — крупный ударный кратер на экваторе обратной стороны Луны. Название присвоено в честь английского радиохимика Фредерика Содди (1877—1956) и утверждено Международным астрономическим союзом в 1976 году.

## Описание кратера
Ближайшими соседями кратера являются кратер Герон на западе; кратер Кинг на севере-северо-западе; кратер Занстра на северо-востоке и кратер Бечварж на юго-востоке. Селенографические координаты центра кратера 0°27′ с. ш. 121°46′ в. д. / 0,45° с. ш. 121,77° в. д., диаметр 40,8 км, глубина 2,2 км.
Кратер Содди имеет полигональную форму и полностью разрушен превратившись в понижение местности. Остатки вала перекрыты множеством небольших кратеров, наиболее различимы в северо-восточной части.  Дно чаши пересеченное, с обилием маленьких и мелких кратеров, слабо отличается от окружающей местностью. Кратер Содди и окружающая его местность отмечены светлыми лучами от кратера Кинг (или от центра вблизи кратера Кинг).

## Сателлитные кратеры

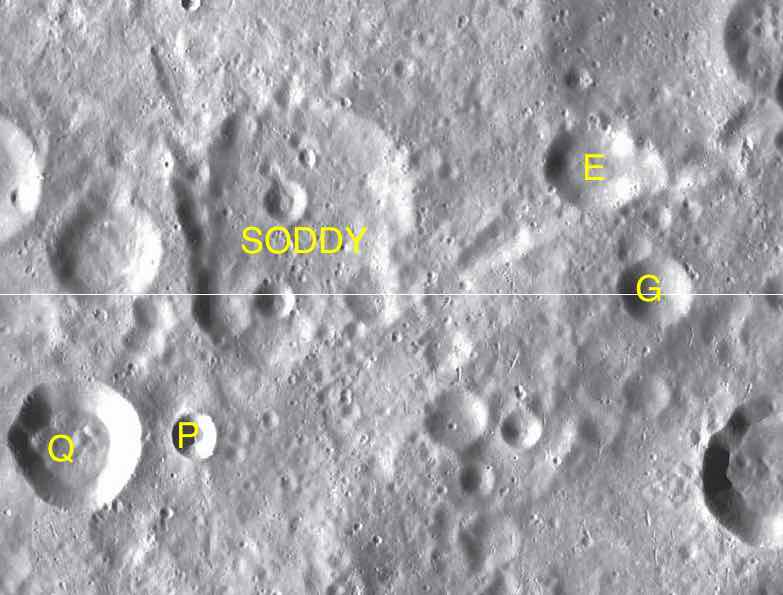
Фрагменты карт LAC-65, LAC-83.

| Содди | Координаты                                            | Диаметр, км |
| ----- | ----------------------------------------------------- | ----------- |
| E     | 0°44′ с. ш. 123°28′ в. д. / 0,73° с. ш. 123,46° в. д. | 18,2        |
| G     | 0°01′ с. ш. 123°49′ в. д. / 0,02° с. ш. 123,81° в. д. | 12,1        |
| P     | 0°48′ ю. ш. 121°10′ в. д. / 0,8° ю. ш. 121,17° в. д.  | 8,4         |
| Q     | 0°50′ ю. ш. 120°30′ в. д. / 0,84° ю. ш. 120,5° в. д.  | 23,1        |

## См.также
- Список кратеров на Луне
- Лунный кратер
- Морфологический каталог кратеров Луны
- Планетная номенклатура
- Селенография
- Минералогия Луны
- Геология Луны
- Поздняя тяжёлая бомбардировка